# 苏沃罗沃农村居民点
苏沃罗沃农村居民点（俄语：Суворовское сельское поселение）是俄罗斯联邦布良斯克州波加尔区所属的一个农村居民点。其下辖有3个居民点，行政中心为苏沃罗沃。据2015年统计，该农村居民点的人口为1601人。